# 白國亮大
白國 亮大（しらくに りょうだい、2000年2月29日 - ）は、トップウェストA大阪府警察ラグビー部に所属するラグビー選手。

## プロフィール
- ポジションはスクラムハーフ(SH)、ウィング(WTB)、フルバック(FB)。
- 身長 167cm、体重 69kg
- 7人制日本代表に選ばれたことがある[1]。

## 略歴
2018年、摂津高校卒業後、帝京大学に入る。
第58回全国大学ラグビーフットボール選手権大会決勝明治大学戦で3トライをあげて、帝京大学4年ぶりの大学選手権制覇に貢献。
2022年、帝京大学卒業後、大阪府警察に加入。